# Élections législatives tibétaines de 1964
Les Élections législatives tibétaines de 1964 furent les secondes élections de la démocratie tibétaine.
La 2e Assemblée tibétaine, élue le 20 février 1964, qui siégea jusqu'au 1er septembre 1966, poursuivit la mise en place d'un système politique consacrant l'égalité de droits de tous les Tibétains.
Suivant les souhaits du 14e dalaï-lama, trois femmes (Tengring Rinchen Dolma,  Yabtsang Dechen Dolma et Taklha Tsering Dolma) furent élues au nom de la discrimination positive, représentant chacune l'une des trois régions tibétaines, et faisant passer le nombre de députés de 13 à 17, un représentant supplémentaire étant désigné par le dalaï-lama.

## Liste des parlementaires de la2eAssemblée tibétaine
| Nombre (et position) | Membre                            | Corps électoral ou tradition                          |
| -------------------- | --------------------------------- | ----------------------------------------------------- |
| 1 Président          | Jheshong Tsewang Tamdin           | sakyapa                                               |
| 2 Vice-président     | Samkhar Tsering Wangdu            | Ü-Tsang                                               |
| 3                    | Ratoe Chuwar Trulku               | nommé par le dalaï-lama                               |
| 4                    | Pelyul Zongna Trulku Jampel Lodoe | nyingmapa                                             |
| 5                    | Loling Tsachag Lobsang Kyenrab    | gelugpa                                               |
| 6                    | Lodoe Choedhen                    | kagyupa                                               |
| 7                    | Ngawang Choesang                  | Ü-Tsang                                               |
| 8                    | Phartsang Chukhor Kalsang Damdul  |                                                       |
| 9                    | Tengring Rinchen Dolma            |                                                       |
| 10                   | Jagoetsang Namgyal Dorje          | Kham (Dhotoe)                                         |
| 11                   | Yabtsang Dechen Dolma             |                                                       |
| 12                   | Lobsang Nyendak Sadutshang        |                                                       |
| 13                   | Jangtsatsang Tsering Gonpo        | nommé ministre, replacé par Drawu Pon Rinchen Tsering |
| 14                   | Kirti Jamyang Sonam               | Amdo (Dhomey)                                         |
| 15                   | Tongkhor Trulku Lobsang Jangchub  |                                                       |
| 16                   | Taklha Tsering Dolma              |                                                       |
| 17                   | Kongtsa Jampa Choedak             |                                                       |